# André Fomitschow
André Fomitschow (Dresden, 7. rujna 1990.) njemački je nogometaš ruskih korijena koji trenutačno igra za njemački osmoligaški klub Niederkirchen.

## Karijera
U Hajduk stiže u ljeto 2017. godine te potpisuje dvogodišnji ugovor sa splitskim klubom. Svoj prvi pogodak za Hajduk je postigao 25. listopada 2017. godine u utakmici osmine finala Hrvatskog kupa protiv Šibenika, a to je ujedno bio i jedini gol na utakmici čime se Hajduk probio u četvrtfinale kupa. Prvoligaški prvijenac je stigao 11. veljače 2018. godine u utakmici 21. kola sezone 2017./18., na gostovanju u Vinkovcima protiv Cibalije, kada je zabio treći pogodak u 0:5 pobjedi Hajduka.

## Vanjske poveznice
- Profil na soccerway.com
- Profil na transfermarkt.com